# Seirarctia niobe
Seirarctia niobe là một loài bướm đêm thuộc phân họ Arctiinae, họ Erebidae.